# Соболев, Вячеслав Владимирович
Вячесла́в Влади́мирович Со́болев (13 октября 1984) — казахстанский футболист, защитник. Выступал за сборную Казахстана.

## Биография
Воспитанник алматинского футбола. За сборную сыграл две товарищеские игры в декабре 2006 года против сборных Сингапура и Таиланда. Также был капитаном молодежной сборной Казахстана. Профессиональную карьеру начал в 17 лет в команде усть-каменогорского Восток-Алтын. Через год переходит в Атырау, где с командой выигрывает серебряные медали чемпионата.

## Достижения
- Обладатель Кубка Казахстана: 2004
- Серебряный призёр чемпионата Казахстана: 2002
- Бронзовый призёр чемпионата Казахстана: 2008
- Бронзовый призёр Первой лиги Казахстана: 2014